# Baillargues
Baillargues (okzitanisch Balhargues) ist eine französische Gemeinde mit 7793 Einwohnern (Stand: 1. Januar 2022) im Département Hérault in der Region Okzitanien. Sie gehört zum Arrondissement Montpellier und zum Kanton Le Crès. Die Einwohner werden Baillarguois genannt.

## Geographie
Umgeben wird Baillargues von den Nachbargemeinden Castries im Norden, Saint-Brès im Nordosten und Osten, Mudaison im Südosten, Mauguio im Süden, Saint-Aunès im Südwesten und Vendargues im Westen.
Baillargues gehört zum Weinbaugebiet Vin de pays des Collines de la Moure.
Durch die Gemeinde führt die Autoroute A9 und die Route nationale 113.

## Geschichte
Aus der Zeit der römischen Provinz Gallia narbonensis finden sich Reste einer Villa rustica. Durch die Gemeinde verlief auch die historische Via Domitia.  
1146 wird die Kirche von Baillargues erstmals erwähnt. Ab dieser Zeit (12./13. Jahrhundert) entwickelt sich auch ein Dorf um die befestigte Burganlage. 

## Bevölkerungsentwicklung
| Jahr      | 1962 | 1968 | 1975 | 1982 | 1990 | 1999 | 2006 | 2017 |
| Einwohner | 1030 | 1243 | 1504 | 2632 | 4357 | 5842 | 5968 | 7754 |

## Sehenswürdigkeiten

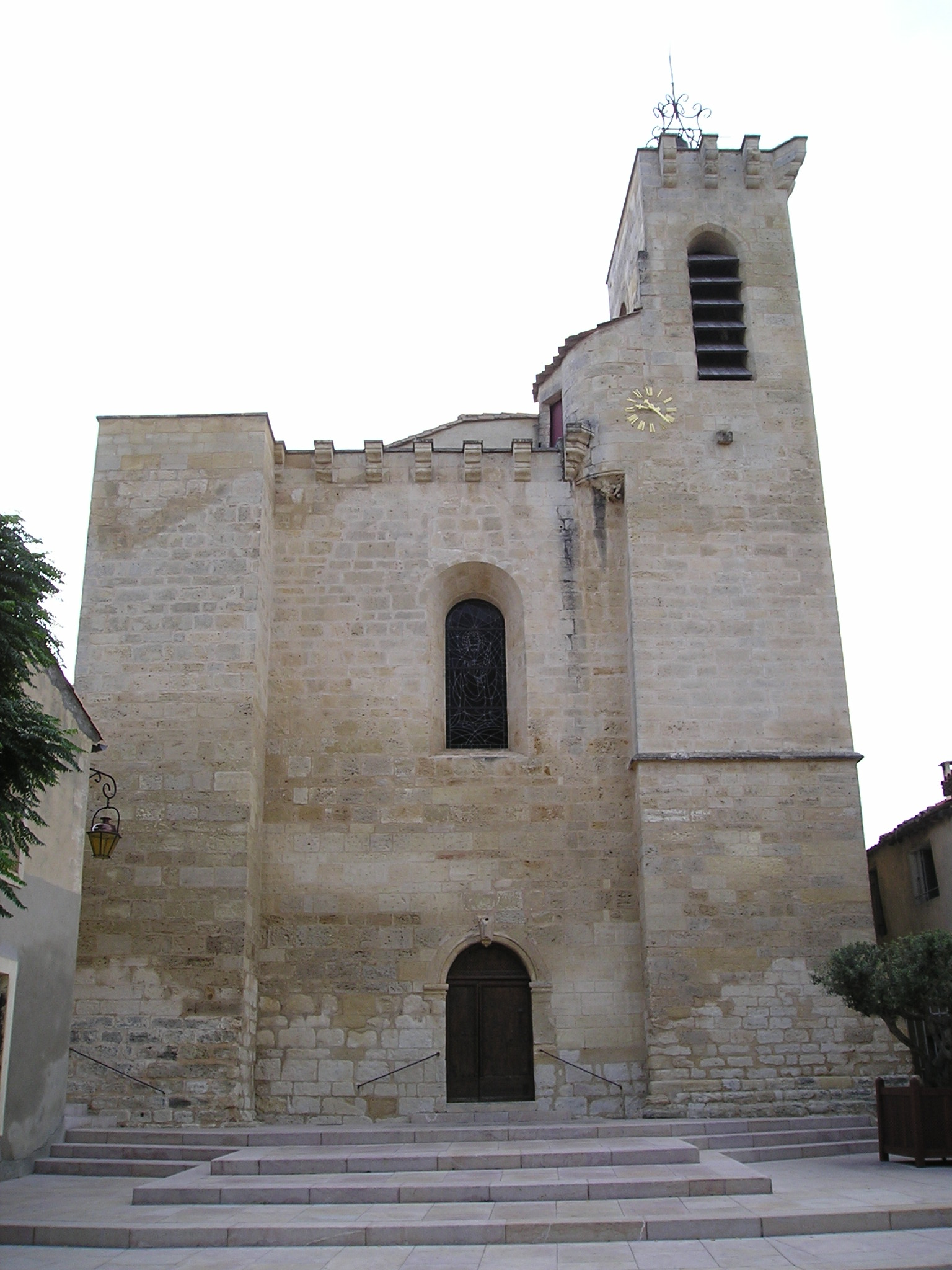
Kirche Saint-Julien

- Kirche Saint-Julien, romanische Kirche, Monument historique seit 1967
- Kirche Saint-Antoine-de-la-Cadoule, Monument historique seit 1926
- Château de Layrargues,
- Mahnmal an die Kriegstoten

## Verkehr
Baillargues liegt an der Bahnstrecke Tarascon–Sète-Ville.

## Gemeindepartnerschaft
Mit der spanischen Gemeinde Rocafort, Region und Provinz Valencia, besteht eine Partnerschaft. 